# دامپزشک

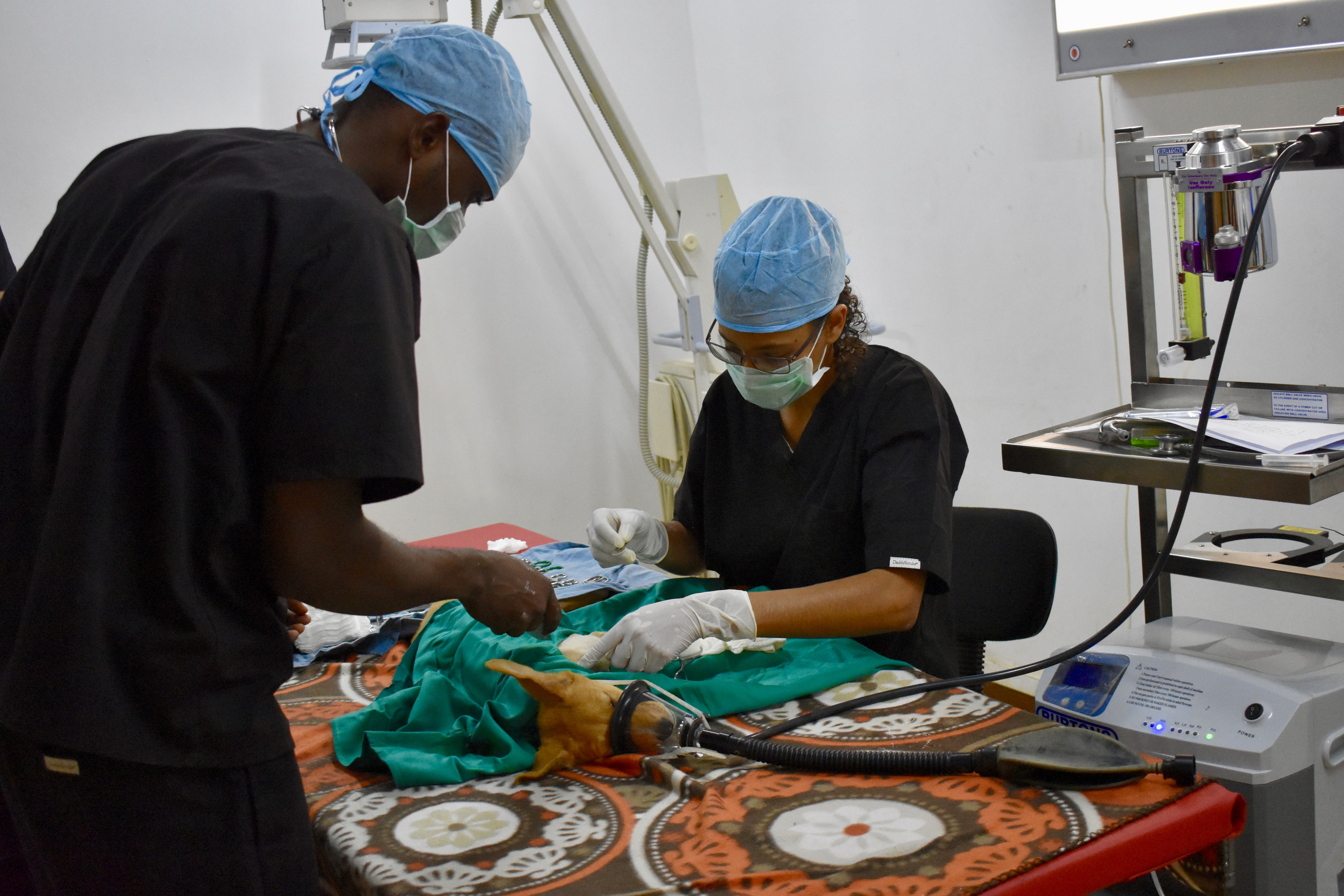
دامپزشکان آفریقایی

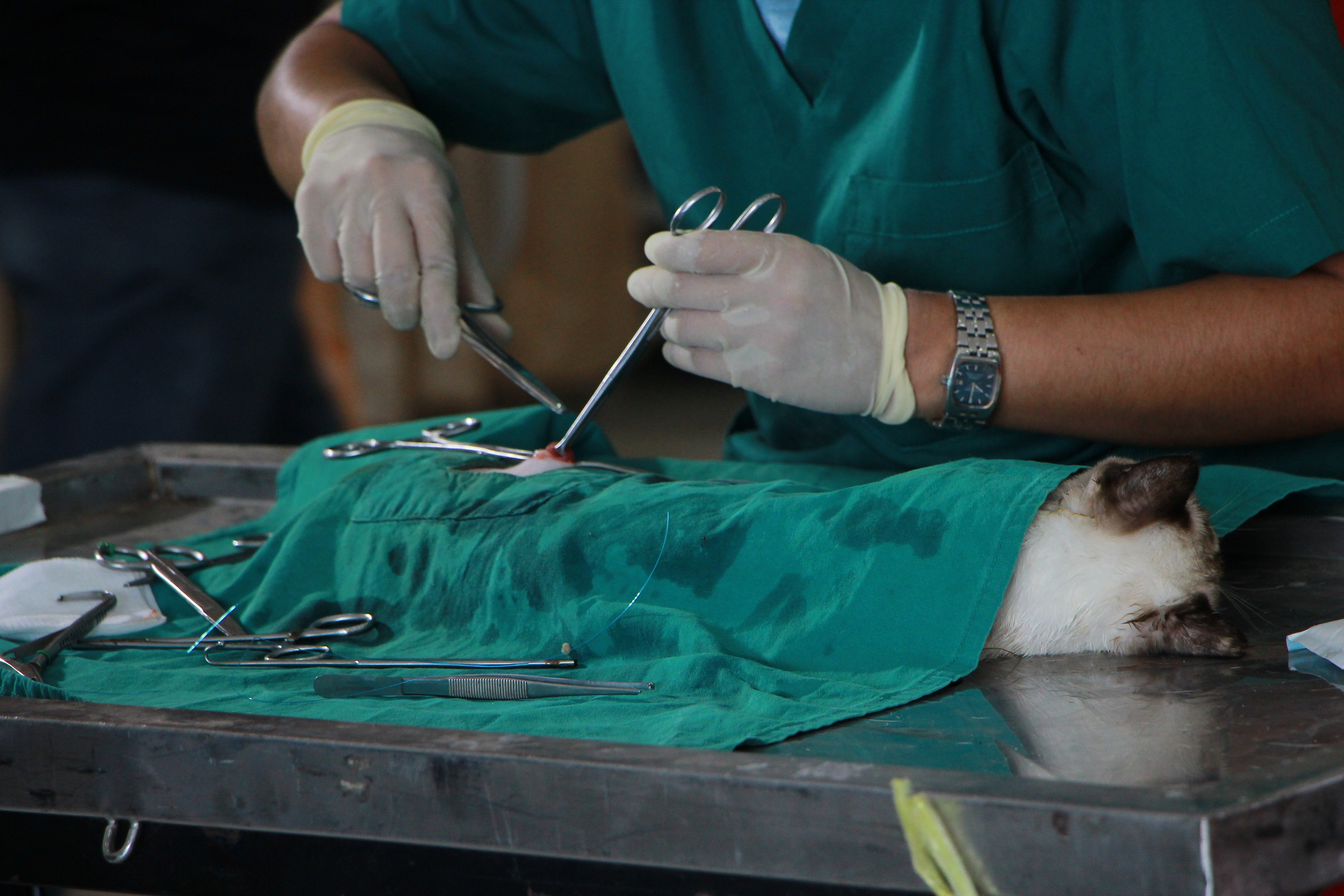
دامپزشک یک گربه خانگی را جراحی می‌کند.

دامپزشک (به انگلیسی: Veterinary physician) اشاره به فردی با دانش تخصصی در زمینه درمان حیوانات است. کنترل بهداشتی بیماری‌های مشترک بین انسان و دام و کنترل کیفی و بهداشتی مواد غذایی که از دام به‌دست می‌آید از دیگر وظایف دامپزشکان می‌باشد. همچنین، دامپزشکان در تولیدمثل حیوانات، مدیریت بهداشت، حفاظت، پرورش حیوانات، تغذیهٔ حیوانات، واکسیناسیون و کنترل انگلی مرتبط با حیوانات نیز نقش دارند.
بر اساس آیین نامه اجرایی نظارت بهداشتی دامپزشکی مصوب هیئت وزیران و ماده 34 قانون برنامه ششم توسعه مصوب مجلس شورای اسلامی، به دامپزشکان شاغل در بخش خصوصی که به وظیفه  کنترل بهداشتی مواد خام دامی اعم از گوشت، مرغ، ماهی، تخم مرغ و غیره اشتغال دارند «مسئول فنی بهداشتی» گفته می شود.  

## واژه‌شناسی
این واژه را فرهنگستان زبان پارسی در برابر «بیطار» که معرب کلمه ای یونانیست قرار داد. ایرانیان در گذشته بیطار را استفاده می‌کردند و پیش از آن «ستورپزشک» کاربرد داشت.